# گلکسهایم
گلکسهایم (به آلمانی: Gelchsheim) یک منطقهٔ مسکونی در آلمان است که در Würzburg واقع شده‌است.